# Zwerglein
Der Zwerglein (Radiola linoides), auch Zwergflachs genannt, ist eine winzige Blütenpflanze aus der Familie der Leingewächse. Der Name ist keine Verkleinerungsform, sondern verweist auf die enge Verwandtschaft mit dem  Lein (Linum).

## Beschreibung

### Vegetative Merkmale
Der Zwerglein wird nur 1 bis 10 Zentimeter groß. Seine dünnen und kahlen Stängel sind aufrecht oder aufsteigend, stielrund und gabelästig. Die nur 3 bis 5 mm langen, eiförmig bis lanzettlichen, sitzenden Blätter sind gegenständig und ganzrandig.

### Generative Merkmale
Der Zwerglein blüht zwischen Juli und August. Die vierzähligen Blüten stehen in Knäueln (Dichasien) am Ende der Äste. Die 4 Kelchblätter sind am Grund verwachsen, dreieckig bis verkehrt eiförmig und an der Spitze zwei- bis dreizähnig. Die weiß gefärbten Kronblätter sind spatelförmig, genagelt, so lang wie die Frucht und werden etwa 1 bis 1,5 Millimeter lang. Die 4 Griffel haben kopfige Narben. Die Frucht ist eine Kapsel. Die Samen sind unregelmäßig eiförmig, etwa 0,3 Millimeter lang, hellbraun, glatt und glänzend.
Die Chromosomenzahl beträgt 2n = 18.

## Ökologie
Bestäuber sind winzige Fliegen; es findet aber auch Selbstbestäubung statt.

## Vorkommen

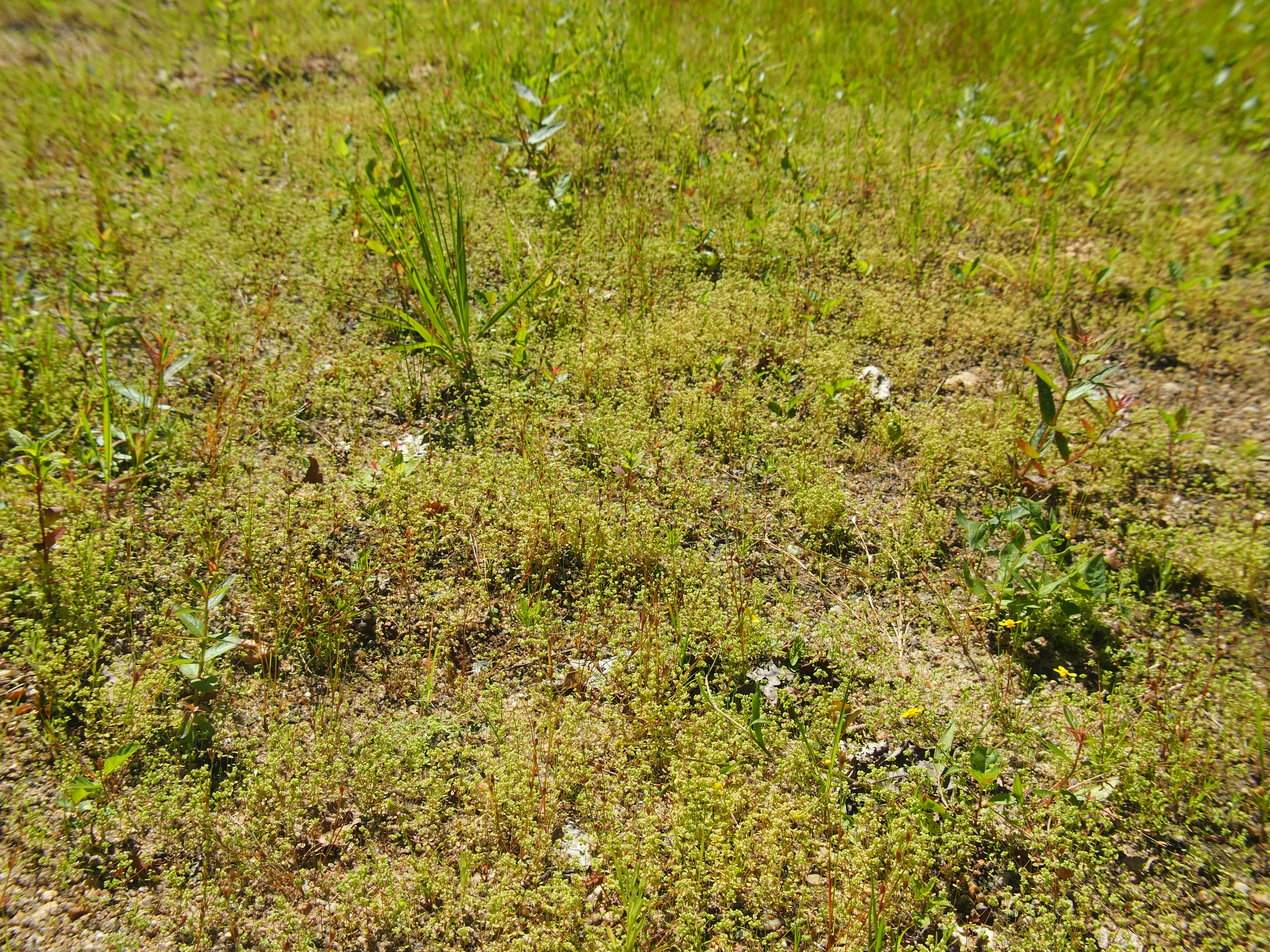
Üppiger Bestand des Zwergleins im Naturpark Südheide

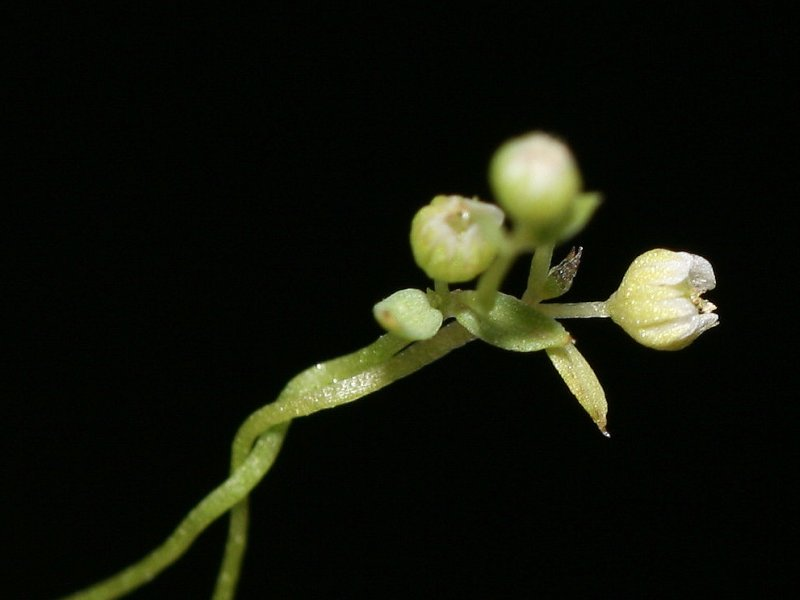
Detailaufnahme der Blüten

Die Verbreitung von Radiola linoides reicht über Europa bis Westasien und in montane Regionen Afrikas. Die Art kommt aber auch in Makaronesien und im Libanon vor. In Deutschland gibt es sie nur selten. Durch Eutrophierung der Böden, intensive Landwirtschaft, Beseitigung von kleinflächigen Feuchtstellen und Küstenschutz und daher ausbleibende Küstendynamik gehen die Bestände zunehmend zurück. Sie wird auf der Roten Liste der gefährdeten Gefäßpflanzen Deutschlands als stark gefährdet eingestuft. In Mecklenburg-Vorpommern ist sie vom Aussterben bedroht. In der Schweiz ist sie ausgestorben.
Der Zwerglein besiedelt vorwiegend kurzlebige Schlammboden-Pionierfluren und ist in feuchten, zeitweilig überfluteten Ackermulden, an Ufern periodisch trockenfallender Gewässer und an zeitweilig gestörten, feuchten Ruderalstellen zu finden. Die Pflanze gilt in Mitteleuropa als Kennart der Assoziation Ranunculo-Radioletum linoidis und hat auch ein Hauptvorkommen in der Assoziation Cicendietum filiformis. Er ist also eine Charakterart des Verbands Nanocyperion. Er steigt auf der Iberischen Halbinsel bis 2500 Meter Meereshöhe auf.

## Taxonomie
Der Zwerglein wurde 1753 von Carl von Linné als Linum Radiola in Species Plantarum, Tomus 1, S. 281 erstbeschrieben. Die Art wurde von 1788 Albrecht Wilhelm Roth in Tentamen Florae Germanicae Band 1, S. 71 als Radiola linoides in die Gattung Radiola gestellt.